# بيت علي مكسر (لودر)

تعديل مصدري - تعديل

بيت علي مكسر هي إحدى قرى عزلة زارة بمديرية لودر التابعة لمحافظة أبين، بلغ تعداد سكانها 35 نسمة حسب تعداد اليمن لعام 2004.